# Riley (Indiana)
Riley és una població dels Estats Units a l'estat d'Indiana. Segons el cens del 2000 tenia 160 habitants.

## Demografia
Segons el cens del 2000, Riley tenia 160 habitants, 76 habitatges, i 44 famílies. La densitat de població era de 686,4 habitants/km².
Dels 76 habitatges en un 21,1% hi vivien nens de menys de 18 anys, en un 50% hi vivien parelles casades, en un 6,6% dones solteres, i en un 40,8% no eren unitats familiars. En el 36,8% dels habitatges hi vivien persones soles el 22,4% de les quals corresponia a persones de 65 anys o més que vivien soles. El nombre mitjà de persones vivint en cada habitatge era de 2,11 i el nombre mitjà de persones que vivien en cada família era de 2,76.
Per edats la població es repartia de la següent manera: un 21,9% tenia menys de 18 anys, un 6,3% entre 18 i 24, un 23,8% entre 25 i 44, un 21,3% de 45 a 60 i un 26,9% 65 anys o més.
L'edat mediana era de 38 anys. Per cada 100 dones de 18 o més anys hi havia 81,2 homes.
La renda mediana per habitatge era de 28.333 $ i la renda mediana per família de 35.833 $. Els homes tenien una renda mediana de 31.667 $ mentre que les dones 23.750 $. La renda per capita de la població era de 13.616 $. Entorn del 15% de les famílies i el 12% de la població estaven per davall del llindar de pobresa.

## Poblacions més properes
El següent diagrama mostra les poblacions més properes.